# Trubky

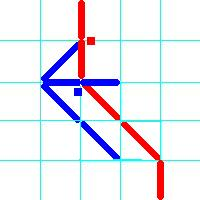
Ukázka ze hry

Trubky jsou tahová hra pro dva hráče na čtverečkovaném papíře. Hrací plochou je čtverec 10x10, nebo 16x16 čtverečků. V každém tahu umístí hráč trubku – spojnici průsečíku čar na čtverečkovaném papíře. Pokud dvě trubky stejné barvy svírají úhel přímý, nebo pravý, je jejich společný bod zablokovaný. Ten se obvykle označí iniciálou hráče a nebo čtverečkem jeho barvy.
Trubky je možné pokládat jakkoli – nemusí na sebe navazovat, jen stěn hrací plochy se musí dotýkat kolmo a nové trubky nesmí začínat ani končit v obsazených vrcholech. Hra končí v okamžiku, kdy jeden hráč propojí protější strany hrací plochy svou navazující řadou trubek, z nichž ani jedna nezačíná ani nekončí na zablokovaném průsečíku. Proto hra na obrázku ještě není dohrána.